# حرب تي كوتي
حرب تي كوتي من بين الحروب الأخيرة في نيوزيلندا، وهي سلسلة نزاعات القرن التاسع عشر في نيوزيلندا بين الماوري والمستوطنين الأوروبيين المستعمرين. لقد نشبت الحرب في منطقة الساحل الشرقي وعبر الجزيرة الشمالية الوسطى ذات الغابات الكثيفة وخليج بلنتي منذ عام 1868 وحتى عام 1872، بين القوات العسكرية الحكومية وأتباع الزعيم الروحي تي كوتي أريكيرانجي تي توروكي.
اندلع الصراع بعد عودة تي كوتي إلى الساحل الشرقي بعد عامين من الاعتقال في جزر تشاتام، حيث فر مع ما يقرب من 200 من أسرى الحرب الماوريين وعائلاتهم. رغب تي كوتي أن يُترك في سلام ولكن بعد أسبوعين من عودتهم إلى البر الرئيسي، وجد أعضاء مجموعته أنفسهم مطاردين من قبل قوة من الميليشيات والقوات الحكومية والمتطوعين الماوريين. هزمتهم قوة تي كوتي في كمين، واستولت على الأسلحة، والذخيرة، والطعام، والخيول. كان الاشتباك هو الأول فيما أصبح حرب عصابات دامت أربع سنوات، واشتملت على أكثر من 30 حملة استكشافية من قبل القوات الاستعمارية والماورية ضد تضاؤل عدد محاربي تي كوتي. على الرغم من القتال الدفاعي في البداية ضد القوات الحكومية الملاحقة، بدأ تي كوتي في الهجوم منذ نوفمبر 1868، بدءًا بغارة على خليج بوفرتي، حيث قُتل مستوطنون أوروبيون مختارون وعائلاتهم وخصوم الماوري. دفع الهجوم القوات الحكومية إلى ملاحقة أخرى، شملت حصار نغتابا الذي هرب منه تي كوتي ولكنه أدى إلى إلقاء القبض على أكثر من 100 من أتباعه وإعدامهم.
لجأ تي كوتي إلى قبائل توهو، التي عانت بالتالي من سلسلة من الغارات التي دُمرت فيها المحاصيل والقرى، فقد أغروا الإيوي الماوري الآخرين بوعدهم بمكافأة قدرها 5000 جنيه إسترليني مقابل القبض على تي كوتي. منحه الملك الماوري في عام 1872 ملاذًا، وانتقل إلى كينغ كاونتري، حيث استمر في تطوير الطقوس والنصوص والصلوات الخاصة بعقيدته رينغاتو. عفت عنه الحكومة رسميًا في فبراير 1883 وتوفي عام 1893.
في العصر الحديث، أدينت الكثير من الأعمال التي حدثت خلال حرب تي كوتي، لا سيما في المراحل الأولى من الصراع، باعتبارها انتهاكًا للقانون وحقوق الإنسان.

## الخلفية
منذ عام 1843 وحتى عام 1872، كانت هناك سلسلة من النزاعات في نيوزيلندا بين شعب الماوري المحلي والقوات الإمبريالية والاستعمارية البريطانية، وحلفائهم الماوريين. سميت هذه الاشتباكات مجتمعة بحروب نيوزيلندا. في حين أن بعض حروب هذه الفترة كانت نتيجة مصادرة الأراضي أو الاشتباكات مع حركة الملك الماوري، فإن العديد من النزاعات اللاحقة كانت بسبب صعود قادة الماوري الروحانيين والحركات الدينية التي هددت استقلال الحكومة. أدت هذه الحركات أيضًا إلى تخريب القبلية، وغالبًا ما قابلها قادة العديد من (قبائل) إيوي بالعداء. كانت حرب تي كوتي آخر هذه الحروب اللاحقة، والتي تضمنت الاشتباكات الميدانية الأخيرة في حروب نيوزيلندا.

### تي كوتي
ولد تي كوتي أريكيرانجي تي توروكي على الأرجح نحو عام 1831 في نغاتي مارو هابو (قبيلة فرعية) من قبيلة رونغوهاكاتا إيوي (قبيلة) من شعب الماوري في خليج بوفرتي، جنوب الرأس الشرقي. رَغب في أن يصبح واعظًا، ولكنه سرعان ما اختلف مع بعثة واكاتو الأنجليكانية وعُمد في عام 1852. اشتهر بالخروج على القانون وبكونه زير نساء في منطقة ماكاراكا بالقرب من تورنغا، غسبورن حاليًا. أساءت أفعاله إلى بعض زعماء رانغاتيرا المحليين، ولأنه شارك أيضًا في التجارة أصبح متسللًا مع بعض المستوطنين الأوروبيين، مما قوض رجال الأعمال المحليين.
في أوائل عام 1865، انتشر دين جديد، باي ماري، الذي عٌرف أتباعه باسم هاوهاو، بين النغاتي مارو في الرأس الشرقي. ظل تي كوتي بعيدًا عن الدين، وخلال حرب الرأس الشرقي، قاتل مع كوبابا (الموالية) والقوات الحكومية ضد هاوهاو في حصار استمر أسبوعًا على ويرينغا-إيه-هيكا، بالقرب من تورنغا، في أكتوبر. قاتل العديد من الكوبابا على مضض وكان شقيق تي كوتي من بين الهاوهاو في ويرينغا-إيه-هيكا. اتهِم تي كوتي بالتجسس واعتقِل بعد انتهاء الحصار. وردت ادعاءات من رئيس رونغوهاكاتا باورا باراو بأن تي كوتي قدم البارود إلى هاوهاو. أُطلق سراحه بعد تحقيق، ولكن بعد خمسة أشهر، في 3 مارس 1866، قُبض عليه مرة أخرى بأمر من النقيب ريجنالد بيغز، القاضي المحلي وقائد الميليشيا. ووردت ادعاءات جديدة بأنه قدم مساعدة سرية لزعيم رئيسي في هاوهاو. ومع ذلك، ربما كانت التهم الموجهة إليه باطلة. كتب جيلبرت ماير لاحقًا أنه لا يعتبر أن الادعاءات يمكن أن تؤكد ضد تي كوتي، كما أشار المؤرخ جيمس كوان إلى أن الكثيرين في خليج بوفرتي يفضلون أن يكون تي كوتي بعيدًا. على الرغم من الكذب المحتمل للادعاءات، رُحل تي كوتي، دون محاكمة، إلى جزر تشاتام.

### الحبس والهروب
في جزر تشاتام، احتُجز نحو 300 سجين في ظروف سيئة، وأجبروا على بناء مساكنهم وزراعة طعامهم، بينما عملت الحكومة على مصادرة أراضيهم. عامل الحراس السجناء بقسوة، وأسفر المناخ القاسي عن عدد من الوفيات. أثناء احتجازه في جزر تشاتام، بدأت الرؤى لدى تي كوتي بعد فترة مرض. من هذه، بدأ في تطوير دينه الخاص، الذي جمع بين جوانب المسيحية، المستمدة من العهدين القديم والجديد، والمعتقدات الماورية. أطلق عليها اسم رينغاتو، أو اليد المرتفعة. أقام الشعائر مستخدمًا الفوسفور والشعوذة لخلق وهم ألسنة اللهب المنبعثة من يديه. حتى عندما وُضع في الحبس الانفرادي، كان يهرب ليلًا ليعظ زملاءه المعتقلين.
لقد قُطعت وعود للسجناء بالإفراج عنهم بعد عامين. في حين سُمح لبعض كبار رانغاتيرا بالمغادرة، لم يحدث ذلك للسجناء الباقين وزاد شعورهم بالإحباط في حبسهم. بحلول هذا الوقت، صعد تي كوتي إلى دور قيادي بين السجناء وكان له تأثير كبير. في 4 يوليو 1868 قاد تي كوتي هروبًا مخططًا له وجرى تنفيذه بعناية من مكان اعتقالهم، وتغلب على الحراس، واستولى على الأسلحة والذخيرة وعلى المركب الشراعي، رايفلمان، الذي كان راسيًا في مستوطنة وايتني. أمر تي كوتي بعدم إيذاء أي أحد، لكن أحد الحراس قُتل في الانتفاضة على يد سجين سعى للانتقام من المعاملة القاسية. أبحر ما مجموعه 298 شخصًا -163 رجلًا، و64 امرأة، و71 طفلًا- من جزر تشاتام إلى البر الرئيسي لنيوزيلندا. وصل تي كوتي وأتباعه من رينغاتو إلى خليج صغير منعزل في ويرونغاونغا، في منتصف الطريق تقريبًا بين تورنغا وماهيا إلى الجنوب، في 10 يوليو. سُمح لرايفلمان وطاقمها المختار بالمغادرة بعد تفريغ السفينة من حمولتها وركابها وأبحرت إلى ويلنتون. في غضون ذلك، أصبح وجود السجناء الهاربين معروفًا لسكان خليج بوفرتي. أدركت الحكومة الحالة التي أثارت قلقًا خاصًا فقد اندلعت الأعمال العدائية مع الماوريين في جنوب تاراناكي، على الساحل المقابل للجزيرة الشمالية، بقيادة الرانغاتيرا تيتوكوارو البارز. من الواضح أن الصراع المنفصل على الساحل الشرقي لم يكن مرغوبًا فيه.
في 12 يوليو أرسل بيغز رانغاتيرا محلي لطلب استسلام الهاربين لكن تي كوتي رفض. فهو لا يثق في الحكومة، لاحتجازه لأكثر من عامين دون محاكمة. وأوضح أنه لا يرغب في القتال ولكنه سيفعل ذلك إذا أُجبر هو وأتباعه على الدفاع عن أنفسهم أو مُنعوا من السفر إلى داخل الجزيرة الشمالية، حيث كان ينوي إنشاء مملكة لمنافسة تاوهياو، الملك الماوري.